# サテライト阿久根
サテライト阿久根（さてらいとあくね）は、鹿児島県阿久根市折口にある専用競輪場外車券売場である。

## 施設
- 収容人数：600人
- 一般観覧席：250席（無料）※身障者用席2席
- 特別観覧席：34席（1,500円）※身障者用席2席
- ファミリールーム3室（5,000円）
- 窓口数：13窓口〔発売5・発払4・有人発払2・予備2〕

- モニター
  - 65インチモニター：2台
  - 46インチモニター：2台
  - 32インチモニター×2連：4台
  - 32インチモニター：4台
  - 37インチモニター×4連：2台
  - 37インチモニター：2台
  - 13インチモニター：4台

- 駐車場：344台収容
- インフォメーション・お客様相談所・売店・レストラン・喫茶コーナー・喫煙コーナー・ファミリールーム

主に全国の特別・記念・FI開催を発売している。ナイター競走は発売していない。

## 交通アクセス
国道3号と国道389号（長島方面）、南九州西回り自動車道の阿久根北インターチェンジが交差する多田交差点角に位置する。
- 肥薩おれんじ鉄道折口駅下車、徒歩8分
- 肥薩おれんじ鉄道阿久根駅より車で国道3号線を上り10分。
- JR九州九州新幹線出水駅より車で国道3号線を下り車で25分。